# A132 (Frankrijk)
De A132 is een korte autosnelweg in Frankrijk, in de regio Normandië. De weg, niet geclassificeerd als E-weg, verbindt de A13 met het dorp Saint-Martin-aux-Chartrains. Bij dit dorp gaat de A132 over in de D677 die naar de kustplaats Trouville-sur-Mer loopt. De A132 wordt beheerd door de Société des Autoroutes de Paris Normandie.